# プロテオグリカン
プロテオグリカン(Proteoglycan)は、特殊な構造をもつ糖とタンパク質の複合体で、複合糖質の一種である。「プロテオ」はプロテインつまりタンパク質、「グリカン」は多糖類を意味する。
動物学におけるプロテオグリカンは、動物特有の成分であるグリコサミノグリカン(多糖類)とコアタンパク質(糖鎖が結合する “芯”となるタンパク質)が一定の様式で結合したものを指し、グリコサミノグリカンとしてはヒアルロン酸やコンドロイチン硫酸が有名である。臓器、脳、皮膚を始めとした体全体の組織中の細胞外マトリックスや細胞表面に存在するほか、軟骨の主成分としても存在している。
植物学におけるプロテオグリカンは、植物特有の成分であるアラビノガラクタン(多糖類)とコアタンパク質が一定の様式で結合したものを指し、正式にはアラビノガラクタン-プロテイン(AGP)と呼ばれている。細胞壁や樹液に細胞外マトリックスとして存在する。

## 構造
動物のプロテオグリカンは、コアタンパク質のアミノ酸であるセリンと糖質のキシロース←ガラクトース←ガラクトース←グルクロン酸が結合しコンドロイチン硫酸などの2糖単位で連続する多糖体が複数本結合した化合物である。グリコサミノグリカンは、神経系や免疫系などと共に高等多細胞動物にしか存在しない。一般にコンドロイチン硫酸の分子量は10万ダルトン以下であるが、プロテオグリカンの分子量は数十万ダルトン以上である。
植物のプロテオグリカンは、コアタンパク質のヒドロキシプロリン（Hyp）に、ガラクトース（Gal）、L-アラビノース（L-Ara）、グルクロン酸に富むアラビノガラクタン（AG）糖鎖が結合した構造をもつ。ヒドロキシプロリン（Hyp）は、動物細胞ではコラーゲンのみが特徴的にもつアミノ酸であるが、アラビノガラクタン-プロテイン(AGP)のコタンパク質に15%以上含まれている。このためプロテオグリカンは高ヒドロキシプロリン糖タンパク質とも呼ばれている。AGPの分子種によってはさらに脂質成分（GPIアンカーのセラミド）も含まれている。一般にアラビノガラクタンの分子量は数十万ダルトンであるが、プロテオグリカンの分子量は百万ダルトン以上と巨大である。
グリコサミノグリカンとアラビノガラクタンはともに酸性多糖類であるが、グリコサミノグリカンは直鎖の多糖類、アラビノガラクタンは枝分かれを持つ多糖類であることから動物と植物のプロテオグリカンを区別できる。また多糖類がプロテオグリカンと混同されることが多いが、分子量および蛋白質の含有から区別することができる。どちらのプロテオグリカンも、構造を維持したまま抽出することが難しいとされている。

## 機能
動物のプロテオグリカンは、コラーゲンやヒアルロン酸とマトリックスを作ることで身体組織や皮膚組織を維持している。また組織形成や伝達物質としての役割など、組織維持修復に関係している。組織の細胞外マトリックス成分であるヒアルロン酸は細胞膜で合成されるが、プロテオグリカンはゴルジ体内で生合成される。細胞外に放出されたコラーゲンやヒアルロン酸、プロテオグリカンは会合構造をとることで組織を維持する。巨大なプロテオグリカンが分子単体で存在することは難しい
。
植物のプロテオグリカンは植物の分化・成長に関わる多彩な生理機能を持つ情報因子として注目されており、糖鎖構造と生理機能の相関性についての研究も進展しつつある。あるアラビノガラクタン-プロテイン(AGP)糖鎖には、雌しべ側因子activation molecule for response capability （AMOR、アモーレ、ラテン語で"愛"）構造があり、花粉管が誘導されることがわかっている。アラビノガラクタン-プロテイン(AGP)の合成過程は基本的には動物のプロテオグリカンの合成過程とほぼ同様であり、コアタンパク質は植物でも小胞体で合成され、次にゴルジ体へ運ばれる。

## 構成多糖類の種類
動物のプロテオグリカンは、いくつかのグリコサミノグリカンから成り立ち、そのグリコサミノグリカンの例はアグリカンやバーシカン等を含み、スモールロイシンリッチプロテオグリカンはデコリン、ビグリカン、フィブロモジュリン、ルミカン等を含む。
- コンドロイチン硫酸（関連するデルマタン硫酸を含む）
アグリカン、バーシカン、ニューロカン、ブレビカン、デコリン、ビグリカン、セルグリシンなど。
- ヘパラン硫酸（ヘパリンを含む）
パールカン、セルグリシン、シンデカン、グリピカンなど。
- ケラタン硫酸
ルミカン、ケラトカン、アグリカンなど。
- デルマタン硫酸
デコリンなど。
- ヒアルロン酸